# Acrocephalus concinens
Felosa-de-swinhoe ou felosa-corista (Acrocephalus concinens) é uma espécie de ave da família Acrocephalidae. Pode ser encontrada nos seguintes países: Afeganistão, China, Hong Kong, Índia, Laos, Myanmar, Nepal, Paquistão, Tailândia e Vietname.